# 3準位レーザー
3準位レーザー(さんじゅんいレーザー 英: three-level laser)とは3つのエネルギー準位の占有率を反転分布とし、コヒーレントな光を得るレーザーの総称である。
3準位間の遷移における反転分布の形成の仕方は以下のようになる。まず基底状態にある原子を励起装置により励起状態へとポンピングする。次に励起状態の原子はごく短時間の間に準安定状態に落ち着く。これを繰り返し、非平衡定常状態とすることで安定なレーザーの発振を実現する。準安定状態の基底状態への緩和時間が長い系ほど準安定状態にある原子と基底状態にある原子の間で反転分布が起こりやすくなる。
しかし、基底状態の占有率は通常は非常に高いため、準安定状態の占有率をそれを超えさせて反転分布を実現するためには強力な励起装置が必要となる。そのため4準位レーザーの方が効率よく反転分布を形成することができる。3準位レーザーの例として、ルビーレーザーが挙げられる。